# Matt Grosjean
Matthew Reid „Matt” Grosjean (ur. 21 września 1970 w Chicago) – amerykański narciarz alpejski.

## Kariera
Po raz pierwszy na arenie międzynarodowej Matt Grosjean pojawił się w 1988 roku, kiedy wystąpił na mistrzostwach świata juniorów w Madonna di Campiglio. Zajął tam między innymi piąte miejsce w gigancie, szóste w slalomie i dziewiąte w kombinacji. Na rozgrywanych rok później mistrzostwach świata juniorów w Aleyska był czwarty w gigancie i supergigancie. W zawodach Pucharu Świata zadebiutował 23 listopada 1991 roku w Park City, zajmując 23. miejsce w gigancie. Tym samym już w swoim debiucie zdobył pierwsze pucharowe punkty. Nigdy nie stanął na podium zawodów tego cyklu, najlepsze lokaty uzyskał 6 stycznia 1997 roku w Kranjskiej Gorze i 18 stycznia 1998 roku w Veysonnaz, zajmując czwarte miejsce, odpowiednio w slalomie i kombinacji. Najlepsze wyniki osiągnął w sezonie 1996/1997, kiedy zajął 49. miejsce w klasyfikacji generalnej, a klasyfikacji slalomu był siedemnasty. Był też między innymi siódmy w klasyfikacji kombinacji w sezonie 1997/1998.
Kilkukrotnie startował na mistrzostwach świata, najlepszy wynik uzyskując podczas rozgrywanych w 1993
roku mistrzostw świata w Morioce, gdzie był trzynasty w gigancie. Rok wcześniej wystąpił na igrzyskach olimpijskich w Albertville, gdzie jego najlepszym wynikiem było dziesiąte miejsce w slalomie. W tej samej konkurencji był też piętnasty na igrzyskach w Nagano w 1998 roku. W 1995 roku zdobył swój jedyny złoty medal mistrzostw Stanów Zjednoczonych, zwyciężając w slalomie.

## Osiągnięcia

### Igrzyska olimpijskie
| Miejsce | Dzień     | Rok  | Miejscowość | Konkurencja | Czas biegu  | Strata  | Zwycięzca            |
| ------- | --------- | ---- | ----------- | ----------- | ----------- | ------- | -------------------- |
| DNF     | 18 lutego | 1992 | Albertville | Gigant      | 2:06,98 min | -       | Alberto Tomba        |
| 10.     | 22 lutego | 1992 | Albertville | Slalom      | 1:44,39 min | +2,55 s | Finn Christian Jagge |
| DNF     | 27 lutego | 1994 | Lillehammer | Slalom      | 2:02,02 min | -       | Thomas Stangassinger |
| DNF     | 12 lutego | 1998 | Nagano      | Kombinacja  | 3:08,06 min | -       | Mario Reiter         |
| 15.     | 21 lutego | 1998 | Nagano      | Slalom      | 1:49,31 min | +3,25 s | Hans Petter Buraas   |

### Mistrzostwa świata
| Miejsce | Dzień     | Rok  | Miejscowość   | Konkurencja | Czas biegu  | Strata  | Zwycięzca            |
| ------- | --------- | ---- | ------------- | ----------- | ----------- | ------- | -------------------- |
| 15.     | 13 lutego | 1993 | Morioka       | Slalom      | 1:40,33 min | +2,22 s | Kjetil André Aamodt  |
| DNF1    | 25 lutego | 1996 | Sierra Nevada | Slalom      | 1:42,26 min | -       | Alberto Tomba        |
| 19.     | 12 lutego | 1997 | Sestriere     | Gigant      | 2:48,23 min | +3,46 s | Michael von Grünigen |

### Mistrzostwa świata juniorów
| Miejsce | Dzień       | Rok  | Miejscowość          | Konkurencja | Czas biegu  | Strata  | Zwycięzca             |
| ------- | ----------- | ---- | -------------------- | ----------- | ----------- | ------- | --------------------- |
| 49.     | 27 stycznia | 1988 | Madonna di Campiglio | Zjazd       | 1:33,15 min | +4,59 s | Kaspar Gilgenrainer   |
| 39.     | 28 stycznia | 1988 | Madonna di Campiglio | Supergigant | 1:35,26 min | +3,87 s | Jeremy Nobis          |
| 5.      | 29 stycznia | 1988 | Madonna di Campiglio | Gigant      | 2:05,55 min | +0,97 s | Gregor Grilc          |
| 6.      | 30 stycznia | 1988 | Madonna di Campiglio | Slalom      | 1:42,30 min | +1,16 s | Stefan Szałamanow     |
| 9.      | 30 stycznia | 1988 | Madonna di Campiglio | Kombinacja  | ?           | ?       | Konstantin Czistiakow |
| 40.     | 5 kwietnia  | 1989 | Aleyska              | Zjazd       | 1:28,93 min | +4,95 s | Ed Podivinsky         |
| 4.      | 6 kwietnia  | 1989 | Aleyska              | Supergigant | 1:17,59 min | +1,33 s | Tommy Moe             |
| 4.      | 7 kwietnia  | 1989 | Aleyska              | Gigant      | 2:17,20 min | +1,27 s | Jeremy Nobis          |

### Puchar Świata

#### Miejsca w klasyfikacji generalnej
- sezon 1991/1992: 70.
- sezon 1992/1993: 91.
- sezon 1993/1994: 98.
- sezon 1994/1995: 92.
- sezon 1995/1996: 72.
- sezon 1996/1997: 49.
- sezon 1997/1998: 67.

#### Miejsca na podium w zawodach
Grosjean nigdy nie stanął na podium zawodów PŚ.